# Инденбом, Владимир Львович
Владимир Львович Инденбом (8 ноября 1924 года — 5 марта 1998 года) — советский учёный физик-кристаллограф, лауреат премии имени Е. С. Фёдорова (1994).
Сын советского кинорежиссёра Льва Ароновича Инденбома (1903—1970).

## Биография
Родился 8 ноября 1924 года.
Участник Великой Отечественной войны, старший лейтенант, командир артиллерийской батареи, воевал на территории Венгрии и Австрии.
После окончания войны поступил на физический факультет МГУ, который окончил в 1950 году.
После окончания Университета получил распределение на Московский завод кинескопов, где внес ряд предложений, которые приводили к уменьшению процента брака продукции, во время работы в лаборатории завода обобщил теорию фотоупругости и поляризационно-оптических измерений напряжений в стеклах, и внедрил её в практику, а теория термоупругих напряжений в стёклах стала основой его кандидатской диссертации.
В 1955 году по приглашению М. В. Классен-Неклюдовой, руководившей созданной ею лабораторией механических свойств кристаллов, перешёл в Институт кристаллографии (в настоящее время — Институт кристаллографии имени А. В. Шубникова РАН).
В 1964 году — защитил докторскую диссертацию.
В 1966 году — по предложению директора Института кристаллографии Б. К. Вайнштейна, основал и возглавил теоретический отдел института, и в первый набор пришли: В. И. Альшиц, М. Х. Блехерман, Г. Н. Дубнова, С. С. Орлов, Б. В. Петухов, С. А. Пикин, И. Ш. Слободецкий, В. М. Чернов, Ф. Н. Чуховский, А. А. Штольберг, Ю. З. Эстрин.
Умер 5 марта 1998 года.

## Научная деятельность
Специалист в области кристаллографии, вёл разработки в области теории дислокаций.
Заложил основы новой теории внутренних напряжений в кристаллах, которая была продолжением его предыдущей деятельности.
Поставил и решил фундаментальные проблемы теории пластических явлений, разработал механизмы и модели зарождения и развития трещин в кристаллах, инициировал широкое экспериментальное и теоретическое изучение динамики дислокаций.
В результате его исследований стало доказательство в конце шестидесятых годов теоремы Инденбома-Орлова, позволяющей свести упругие поля произвольных криволинейных дислокаций к полям прямолинейных.
Выдвинул новый нетривиальный подход к теории фазовых превращений и на этой основе предсказаны новые типы переходов (например, несобственные сегнетоэлектрики), а также построена оригинальная систематизация разных типов превращений.
Отдел с ним во главе вёл исследования в следующих областях: теория внутренних напряжений в кристаллах, теория дислокаций (статика и динамика), теория микротрещин, теория динамической дифракции рентгеновских лучей и электронных пучков на дефектах в кристалле, теория фазовых превращений, а немного позднее и теория жидких кристаллов, и в которых он сам принимал активное участие.
Помимо теоретических изысканий, занимался вполне практическими проблемами: регулированием внутренних напряжений при росте кристаллов, механизмами лазерного разрушения кристаллов, причинами деградации материалов под влиянием радиационных воздействий, методами контроля дефектов в полупроводниках.
Проводил Бакурианскую зимнюю школу по радиационной физике, Московский семинар по дефектам в кремнии.

## Награды
- Орден Отечественной войны II степени (1985)[1]
- Премия имени Е. С. Фёдорова (совместно с Л. А. Шуваловым, за 1994 год) — за цикл работ по теории симметрии, фазовым переходам, сегнетоэлектрическим и родственным материалам

## Из библиографии
- Б. К. Вайнштейн, В. М. Фридкин, В. Л. Инденбом. Современная кристаллография: В 4-х томах. — М.: Наука, 1979.